# Bruno Pinheiro
Bruno Filipe Tavares Pinheiro (Paranhos, 21 agosto 1987) è un calciatore portoghese, difensore del Maia.

## Carriera

### Club
Gioca l'ultima partita con il Boavista il 10 marzo 2008 nella vittoria fuori casa per 2-3 contro il Belenenses.
Debutta con l'Aris Limassol il 14 settembre 2009 nella sconfitta fuori casa per 3-1 contro l'Anorthōsis. Segna l'unico gol con l'Anorthosis il 28 febbraio 2010 nella sconfitta fuori casa per 2-1 contro l'Omonia. Gioca l'ultima partita con l'Aris Limassol l'8 maggio 2010 nel pareggio casalingo per 2-2 contro il Paphos.
Debutta con il Widzew Łódź il 7 agosto 2010 nel pareggio casalingo per 1-1 contro il Lech Poznań, dove subisce anche un'ammonizione. Segna il primo gol nel club polacco il 1º ottobre 2010 nel pareggio fuori casa per 2-2 contro il Polonia Bytom.

## Statistiche

### Presenze e reti nei club
| Stagione            | Squadra             | Campionato          | Campionato | Campionato | Coppe nazionali | Coppe nazionali | Coppe nazionali | Coppe continentali | Coppe continentali | Coppe continentali | Altre coppe | Altre coppe | Altre coppe | Totale | Totale |
| Stagione            | Squadra             | Comp                | Pres       | Reti       | Comp            | Pres            | Reti            | Comp               | Pres               | Reti               | Comp        | Pres        | Reti        | Pres   | Reti   |
| ------------------- | ------------------- | ------------------- | ---------- | ---------- | --------------- | --------------- | --------------- | ------------------ | ------------------ | ------------------ | ----------- | ----------- | ----------- | ------ | ------ |
| 2014                | Goa                 | ISL                 | 14         | 0          | -               | -               | -               | -                  | -                  | -                  | -           | -           | -           | 14     | 0      |
| 2014-2015           | Apollōn Smyrnīs     | FL                  | 10         | 1          | KE              | 4               | 0               | -                  | -                  | -                  | -           | -           | -           | 14     | 1      |
| 2015-2016           | Hapoel Haifa        | LH                  | 23+7       | 0          | -               | -               | -               | -                  | -                  | -                  | -           | -           | -           | 30     | 0      |
| 2016-2017           | Hapoel Haifa        | LH                  | 21+4       | 0          | GH              | 3               | 0               | -                  | -                  | -                  | -           | -           | -           | 28     | 0      |
| Totale Hapoel Haifa | Totale Hapoel Haifa | Totale Hapoel Haifa | 55         | 0          |                 | 3               | 0               |                    | -                  | -                  |             | -           | -           | 55     | 0      |
| 2017-2018           | Goa                 | ISL                 | 10         | 0          | -               | -               | -               | -                  | -                  | -                  | -           | -           | -           | 10     | 0      |
| 2018-2019           | Goa                 | ISL                 | 0          | 0          | -               | -               | -               | -                  | -                  | -                  | -           | -           | -           | 0      | 0      |
| Totale Goa          | Totale Goa          | Totale Goa          | 24         | 0          |                 | -               | -               |                    | -                  | -                  |             | -           | -           | 24     | 0      |
| 2018-2019           | Army United         | TL2                 | 0          | 0          | TFA             | 0               | 0               | -                  | -                  | -                  | -           | -           | -           | 0      | 0      |
| Totale carriera     | Totale carriera     | Totale carriera     | 89         | 1          |                 | 7               | 0               |                    | -                  | -                  |             | -           | -           | 96     | 1      |